# Albert Witz
Pour les articles homonymes, voir Witz.
Albert Witz, né le 15 mai 1840 à Canteleu et mort le 11 janvier 1903 à Rouen, est un photographe portraitiste français.

## Biographie
Albert Witz est le fils du dessinateur et daguerréotypiste d'origine alsacienne, Thiebaud Witz, établi à Rouen, au no 46 place des Carmes, en 1846.
Il produit principalement des photos au format carte de visite. En 1884, il obtient une médaille d'or à l'Exposition nationale et régionale de Rouen. En 1896, il est membre du jury de l'Exposition nationale et coloniale de Rouen. En février 1898, il cède son fonds à Albert Avenelle.
Il est membre de plusieurs sociétés savantes : la Société industrielle de Rouen, la Société des amis des sciences naturelles, la Société des amis des monuments rouennais et l'Association française pour l'avancement des sciences.
En 1992, un ensemble de 21 albums contenant environ 50 000 portraits réalisés entre octobre 1863 et mars 1884 a été déposé à la bibliothèque municipale de Rouen.
En 2016, une exposition lui est consacrée au pôle culturel Grammont à Rouen.

## Galerie

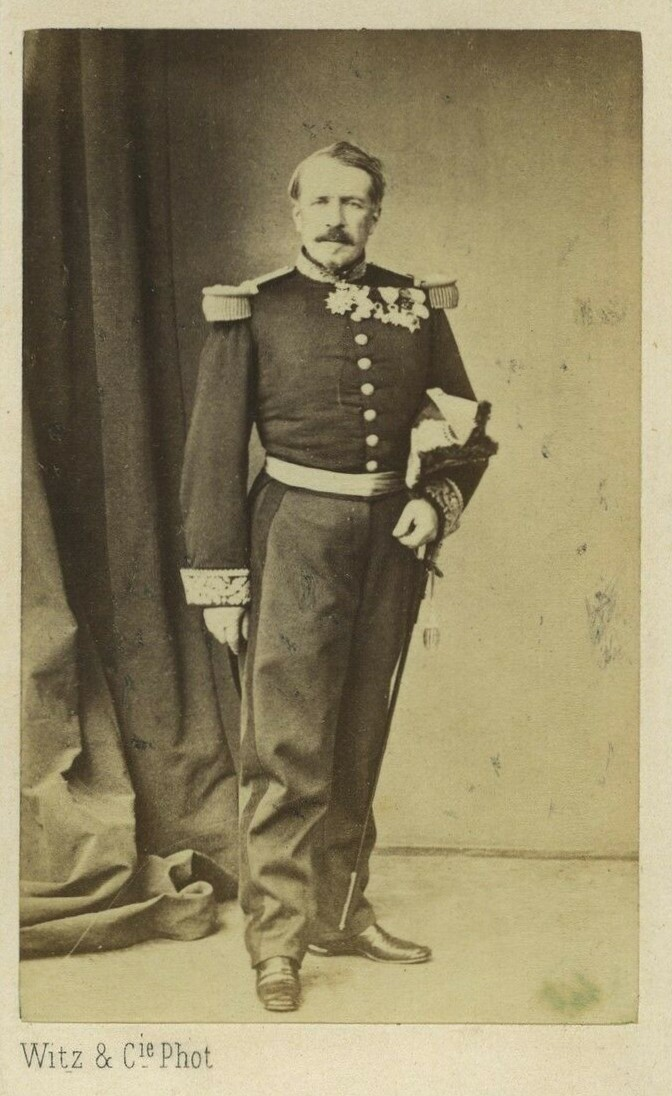
Portrait du général Charles Letellier-Valazé.
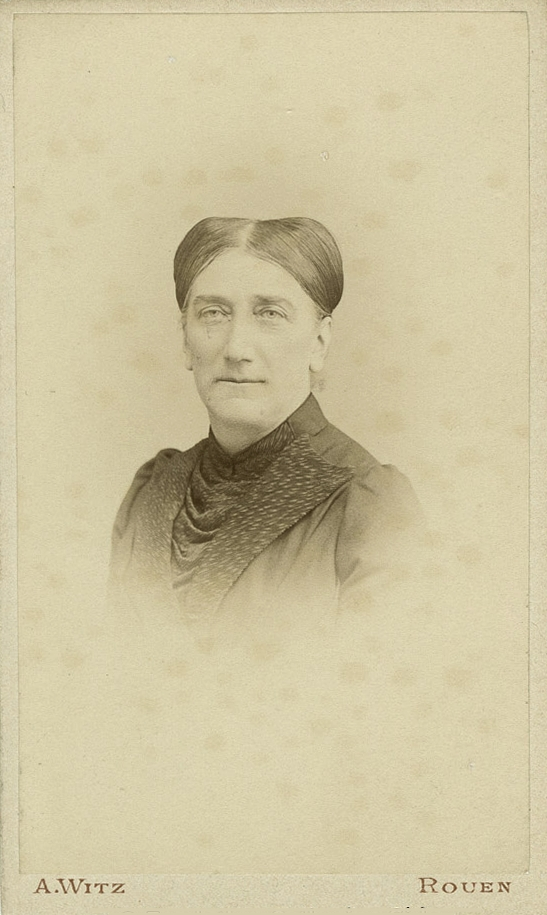
Portrait de Juliette Rondeaux, mère d'André Gide (1890).